# Santiurde de Reinosa
Santiurde de Reinosa is een gemeente in de Spaanse provincie en regio Cantabrië met een oppervlakte van 30,98 km². Santiurde de Reinosa telt 265 inwoners (1 januari 2016).

## Demografische ontwikkeling
Bron: INE, 1857-2011: volkstellingen
Opm.: In 1877 werd de gemeente Rioseco aangehecht